# Dedeckera
Dedeckera, monotipski biljni rod iz porodice dvornikovki. Jedina vrsta je D. eurekensis, grm ili polugrm čije je područje ograničeno na kalifornijske okruge Mono i Inyo.

## Ugroženost vrste
Vrsta je poznata na nekoliko odvojenih lokaliteta u planinama na sjeverozapadnim rubovima pustinje Mojave. Veličine populacije variraju od samo dvije biljke do mnogo jedinki. Rudarstvo je prijetnja ovom taksonu. Također mu je prijetnja što je vrlo lako utjecati na malene populacije. Dodatne prijetnje uključuju korištenje OHV-a (“Old Highway Vehicle”) i ispaša. Samo nekoliko populacija u Dolini smrti može biti dobro zaštićeno; potrebno je više za zaštitu ove vrste.
Rod je imenovan u čast kalifornijske botaničarke Mary DeDecker.